# Pico El Perol
El Pico El Perol (9°03′38″N 70°48′49″O / 9.0605, -70.8137) es una formación de montaña ubicada en el extremo norte de la Parque nacional Sierra de La Culata en el Estado Mérida, Venezuela. A una altitud de 3.783 m s. n. m. el Pico El Perol es una de las montañas más altas en Venezuela. Constituye parte del límite norte del Estado Mérida con el vecino estado Trujillo.

## Ubicación
El Pico El Perol se encuentra en el parque nacional Sierra de La Culata en el límite norte de Mérida con el Estado Trujillo. Su arista se continúa hacia el norte con el Pico El Rematadero. Al este del Pico El Perol está la comunidad de Piñango. Hacia el este esta el poblado La Mesa de Esnujaque y la carretera a la Lagunita. Es por esta carretera que se obtiene el acceso más frecuente en dirección al páramo Las Siete Lagunas y luego caminata hasta la Laguna La Gata al pie del Pico El Rematadero.